# Радио-Центр
Акционерное общество «Концерн „Радио-Центр“» — бывший радиовещательный концерн.
В концерн входили радиостанция «Говорит Москва» (продана Правительству Москвы, впоследствии "Москва Медиа"), «Главное радио» (продана российскому медиахолдингу «Европейская медиагруппа», впоследствии прекратило своё существование и на их частотах начали вещать станции ЕМГ), «Радио Спорт» (продана медиахолдингу «СДС-Медиа», впоследствии медиахолдингу «Европейская медиагруппа»).
Акционерами Концерна «Радио-Центр» являлись Департамент имущества города Москвы (40%) и Общество с ограниченной ответственностью «Бонавентура» (60%). В апреле 2012 года Департамент имущества города Москвы стала единственным владельцем «Концерна „Радио-Центр“» (100%)

## История
Концерн «Радио-Центр» был создан в 1997 года. 1 сентября того же года начала своё вещание радиостанция «Говорит Москва». В ноябре 2005 года радиостанция получила частоту 92,0 МГц, и марте 2006 г. стартовала в FM-диапазоне. «Говорит Москва» — современное, динамичное радио, позитивно настроенное и вместе с тем не уходящее от проблем, волнующих общество. В эфире радиостанции «Говорит Москва» за пятнадцать лет существования приняли участие сотни государственных, политических, общественных деятелей, ведущих представителей культуры и науки. «Говорит Москва» — это традиции и сегодняшняя жизнь. Радиостанция награждена пятью премиями города Москвы в области журналистики, профессиональной Премией Попова в номинациях: «Лучший радиожурналист», «Лучший главный редактор», «Лучший звукорежиссёр», Национальной Премией «Радиомания» в номинации «Лучший радиоспектакль».
С 1998 года в концерн «Радио-Центр» вошло «Общественное Российское Радио». Со временем ОРР стало масштабной сетевой радиостанцией. ОРР осуществляло информационно-музыкальное вещание 24 часа в сутки 7 дней в неделю и входило в десятку популярных сетевых радиостанций в регионах. Слушали ОРР люди, занимающие активную жизненную позицию, поддерживающие здоровый образ жизни, увлекающиеся современной поп-музыкой, любящие развлекаться. Его программы принимали в 36 крупных городах России, его охват был около более 20 миллионов человек.
В состав концерна «Радио-Центр» входило также «Радио Спорт» — новости спорта, мнения экспертов, прямые трансляции спортивных событий, аналитические программы, посвященные различным видам спорта, программы о спортивных командах и клубах, интерактивные программы, где слушатели могут высказывать свои мнения по тому или иному спортивному событию. Гости «Радио Спорт» — известные спортсмены, видные спортивные деятели, болельщики, влиятельные люди российского спорта.
Летом 2007 года Концерн «Радио-Центр» вошёл в состав объединенной медиагруппы «Вся России», Председателем Совета Директоров медиагруппы был избран В. Н. Кичеджи.
В объединенную медиагруппу «Вся Россия» входили: Концерн «Радио-Центр» (радиостанция «Говорит Москва»), Межрегиональное агентство информации «Вся Россия» и Аналитический центр ЦИМИР.
Межрегиональное информационное агентство «Вся Россия» — независимое негосударственное средство массовой информации, созданное в 1998 году при участии ведущих общественно-политических и деловых изданий регионов России. Специализируется на информационных проектах в субъектах Федерации. Постоянными партнерами являются более 250 ведущих региональных изданий, свыше 110 телекомпаний и 120 информационных агентств. МАИ «Вся Россия» принадлежит инфраструктура «Национальной газетной сети» и сетевое издание «Здоровая нация», выходящее в 28 регионах.
ЦИМИР — Центр исследования моделей интегрального развития. Центр работает в области большой аналитики, специализируется на проектах в области внутренней и внешней политики, геополитики, экономики, финансов, социальных отношений, культуры, разрабатывает прогнозы развития по различным сценариям.

## Руководство АО «Концерн Радио-Центр»
- Назаров Матвей Владимирович — генеральный директор АО «Концерн «Радио-Центр»